# Tepti-Ahar
Tepti-Ahar was rond 1370 v.Chr. koning van Elam, of althans een deel daarvan. 
Over deze tijd van de Elamitische geschiedenis is weinig bekend en het land was waarschijnlijk uiteengevallen in meerdere vorstendommen en zelfs gedeeltelijk teruggevallen op een nomadisch leven. Tepti-Ahar noemde zich "koning van Anšan en Elam" maar of hij ook overal zo erkend werd is te betwijfelen. In Haft Tepe, dat waarschijnlijk de hoofdstad van Tepti-Ahar was zijn echter wel inscripties gevonden die laten zien dat hij daar koning was en een aantal bouwwerken deed optrekken. Ook wordt vermeld dat hij een aanval van Kadašman-Enlil afsloeg. Dit kan eigenlijk alleen de eerste koning van deze naam zijn, omdat de Elamitische tijdgenoten van Kadašman-Enlil II beter bekend zijn.